# Elham
Elham – wieś w Anglii, w hrabstwie Kent, w dystrykcie Folkestone and Hythe. Leży 43 km na wschód od miasta Maidstone i 95 km na południowy wschód od centrum Londynu. W 2001 miejscowość liczyła 1465 mieszkańców.